# Maria Bangata

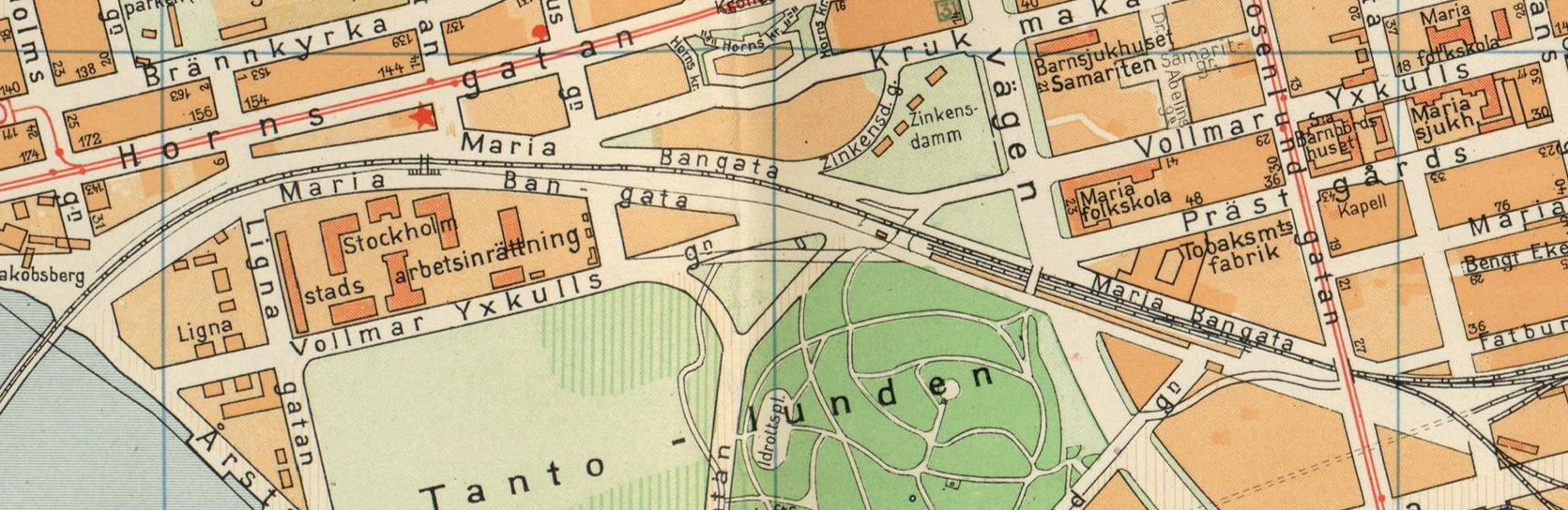
Maria Bangatas och järnvägens sträckning 1926.

Maria Bangata är en gata i västra Södermalm i Stockholm. Gatan sträckte sig ursprungligen från Rosenlundsgatan till Årstaviken men är idag mycket kortare och går mellan Rosenlundsgatan och Ringvägen.

## Historik

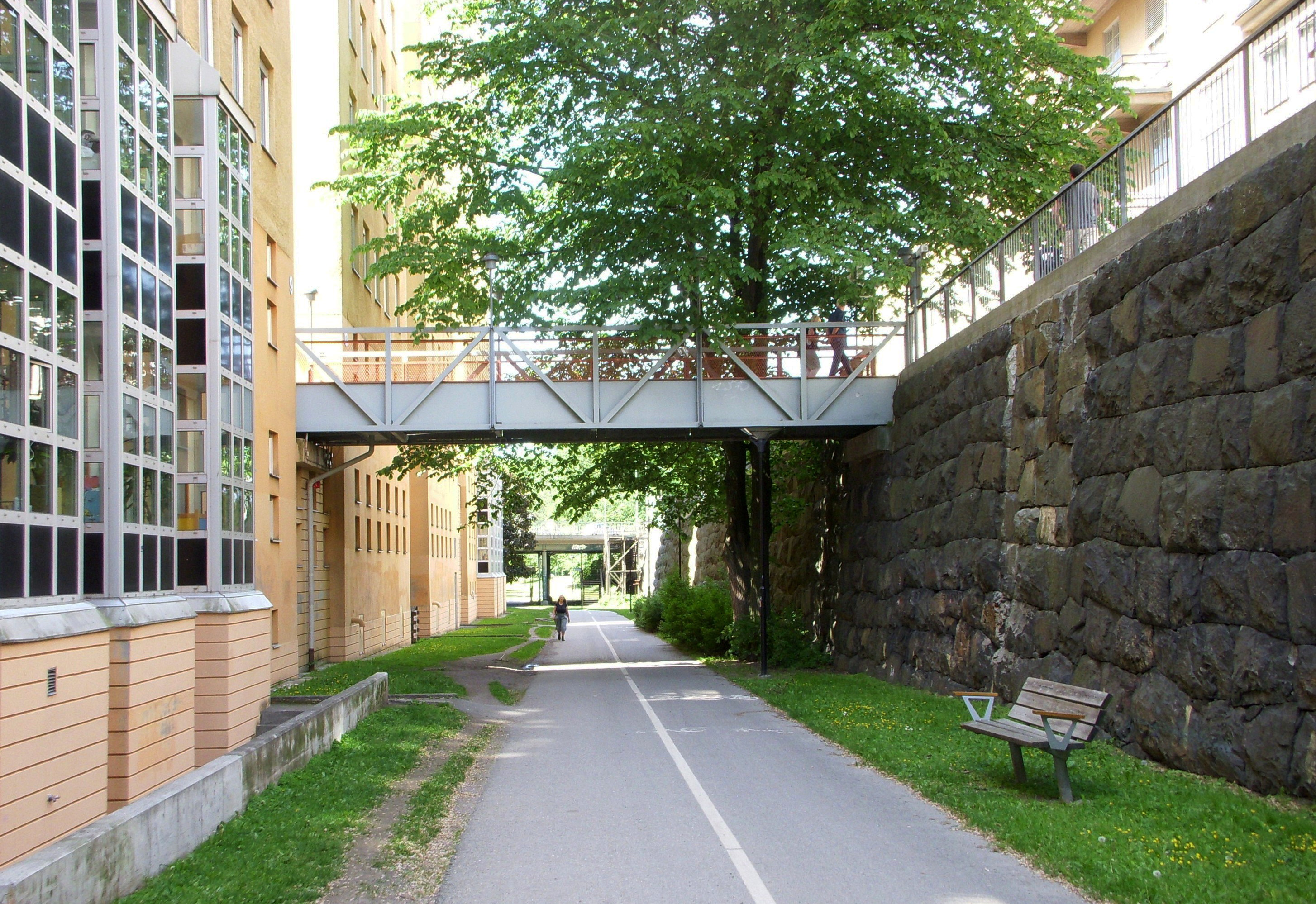
Det djupa spårdiket och stödmuren nedanför Maria Bangata.

Gatan fick sitt nuvarande namn efter Stockholms stadsfullmäktiges beslut om Namnrevisionen i Stockholm 1885. Där beskrevs gatan som "å ömse sidor längs järnvägens från Årstaviken till den vestligaste af de invid järnvägen afsatta qvarteren". Med järnvägen avsågs Västra stambanan som vid den tiden fortfarande gick via Liljeholmens station och en 270 meter lång järnvägsbank över Liljeholmsviken / Årstaviken samt genom Södermalms sydvästra delar till Stockholms södra station. 
I samband med att Västra stambanans sträckning flyttades till Årstabron (invigd 1929) togs spårområdena längs Maria Bangata bort. Det djupa spårdiket nedanför Maria Bangata finns dock kvar och är numera gång- och cykelväg. Av den ursprungligen mycket längre gatan är sedan omdaningen av Södra stationsområdet i slutet av 1980-talet bara delen mellan Ringvägen och Rosenlundsgatan kvar.
Söder om Maria Bangata ligger kvarteret Svärdet med Ånghästparken och ett bostadsområde med 435 lägenheter uppfört 1988-1989 efter ritningar av arkitekt Bengt Lindroos. Norr om gatan återfinns kvarteret Tobaksmonopolet med Tobaksmonopolets byggnader. Komplexet byggdes i etapper mellan 1922 och 1938 efter ritningar av bland andra arkitekterna  Ivar Tengbom och Eskil Sundahl.

## Bilder

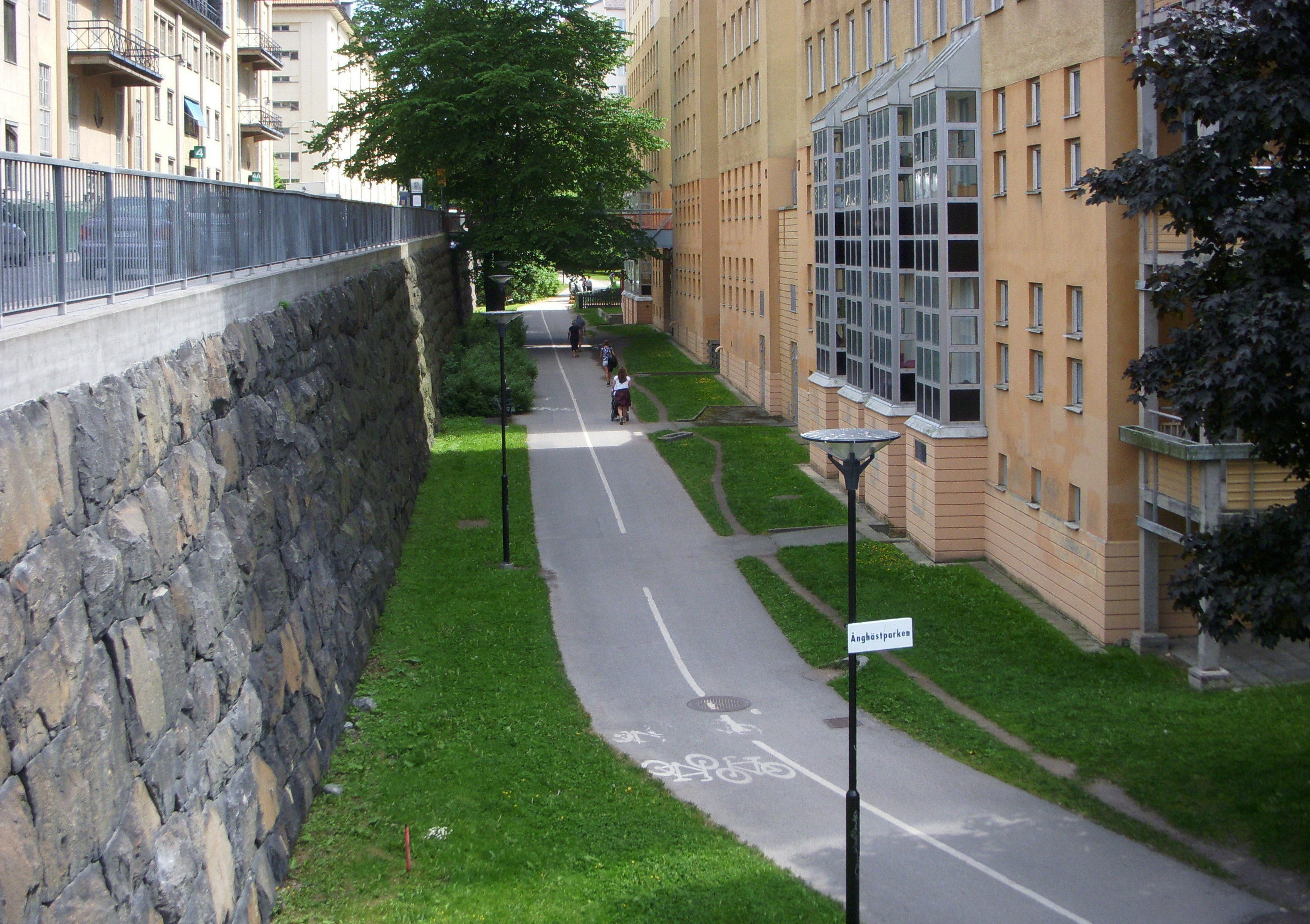
Ånghästparken
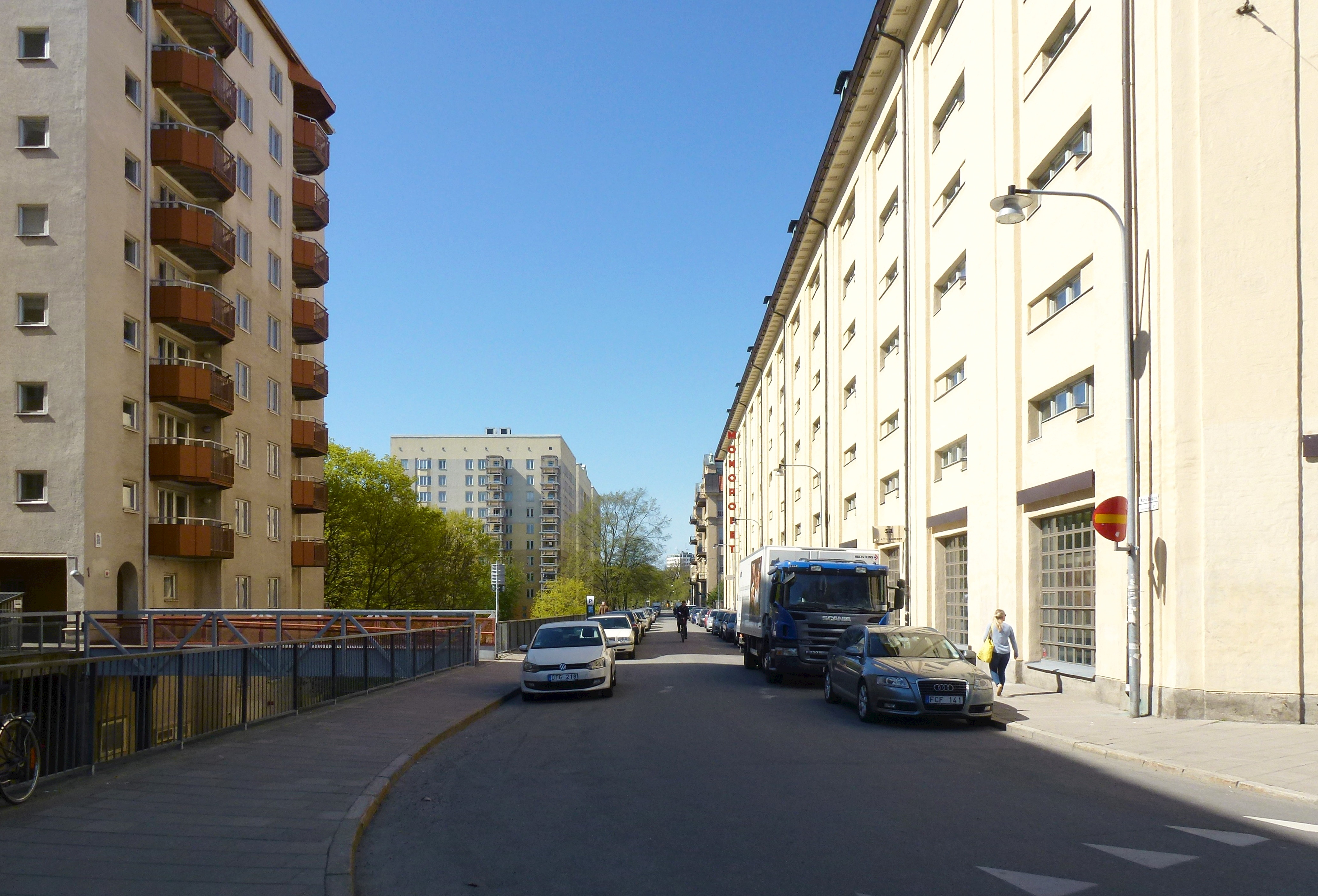
Maria Bangata västerut
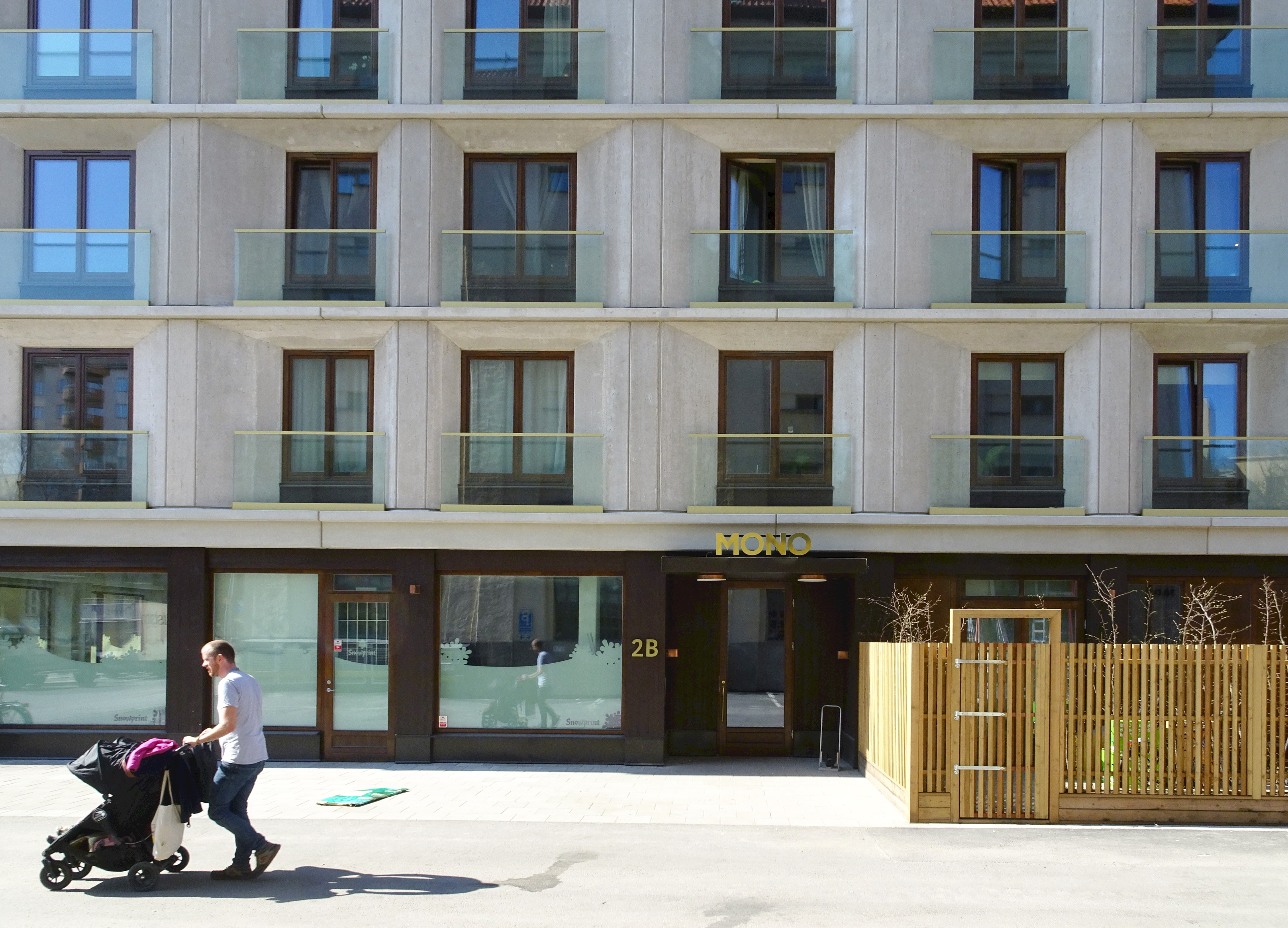
Flerbostadshuset Mono
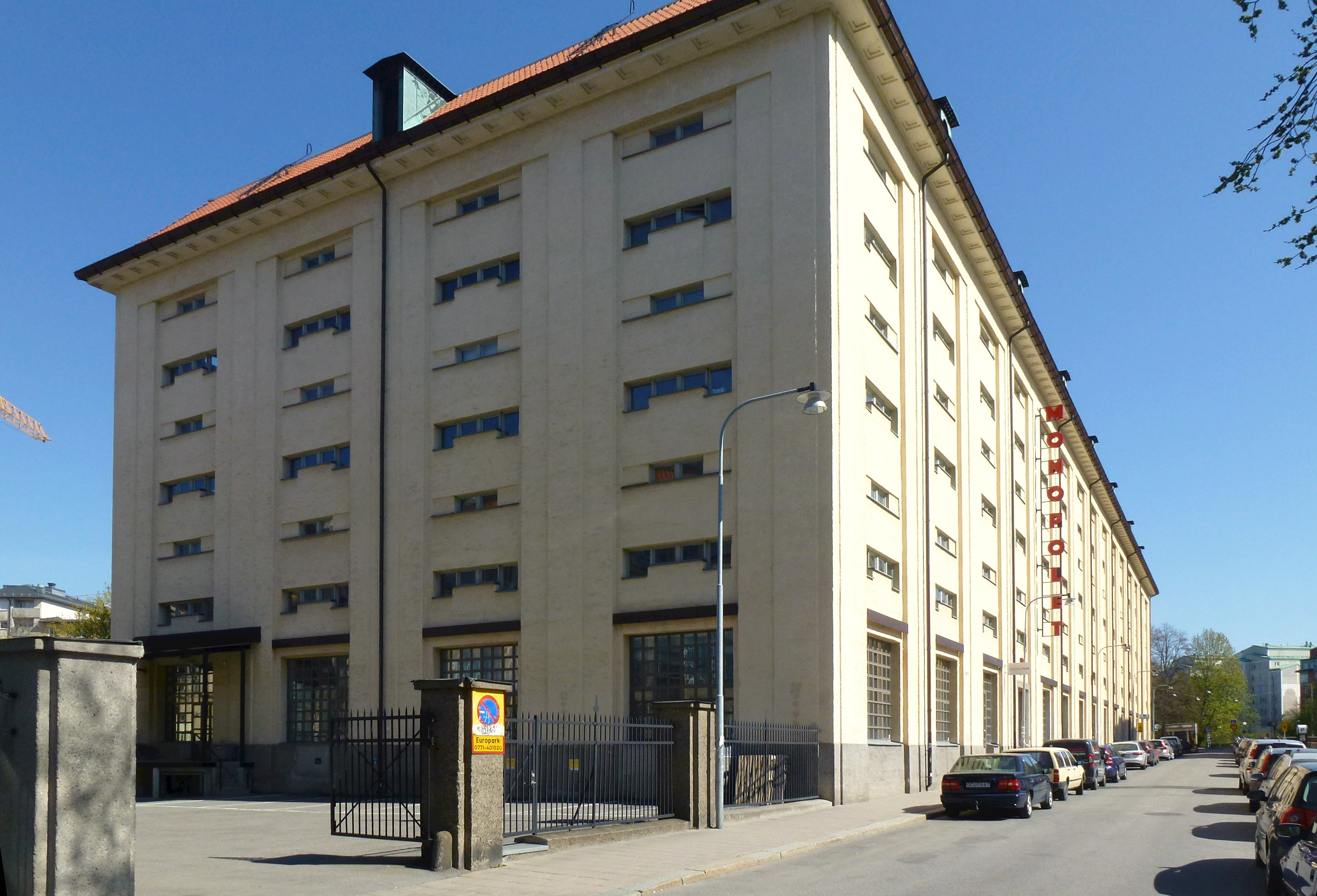
Tobaksmonopolets byggnader
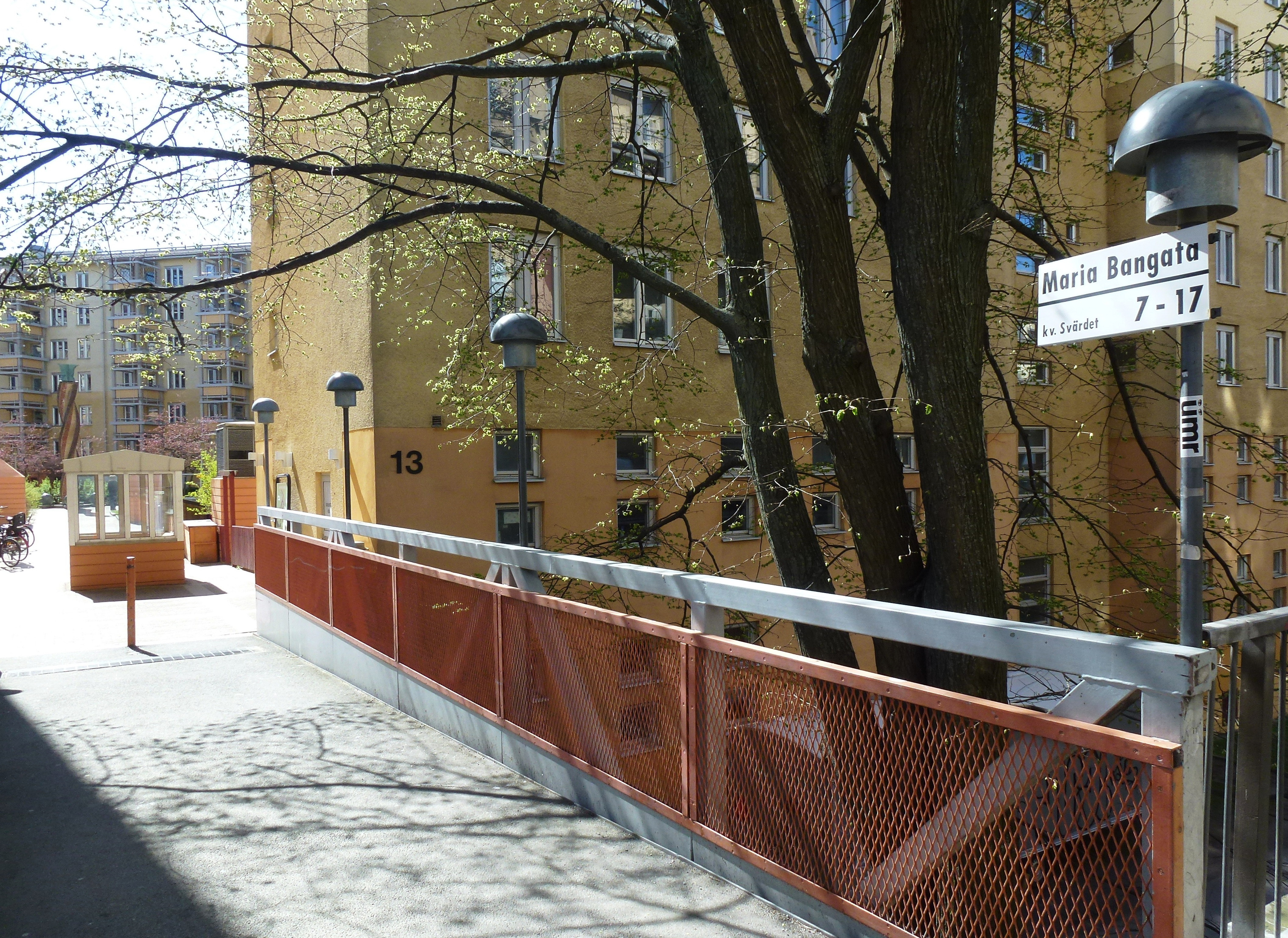
Gångbron till kvarteret Svärdet